# White Wishes
「White Wishes」（ホワイト・ウィッシズ）は、9nineの12枚目のシングル。2012年12月12日にSME Recordsから発売された。

## 概要
2012年第4弾・2か月連続シングル第2弾。タイトル曲のタイアップ付きは「Cross Over」から8作連続。「少女トラベラー」以来のアニメタイアップで、テレビ東京系アニメ『となりの怪物くん』エンディングテーマ。「通常盤」のほか、DVDに「White Wishes」のミュージックビデオ等を収録した『初回生産限定盤A』、2012年5月6日に日本青年館で行われたワンマンライブ『青年館の9nine』の映像を収録した『初回生産限定盤B』『初回生産限定盤C』、アニメとのタイアップを前面に押し出した『期間生産限定盤』の5形態で発売された。チャート成績は、前作「イーアル!キョンシー feat.好好!キョンシーガール/Brave」に続き週間チャートTOP10入りは逃したものの、初動売上は1.2万枚と自己最高初動売上を記録した。

## 収録曲
1. White Wishes [5:20]
作詞：小林夏海 / 作曲：浅利進吾 / 編曲：ha-j
原作に寄り添って高校生の「ハッピーでPOPで明るい恋愛」を描いた曲。時季的にクリスマスをそれとなく感じさせるものを意識し、具体的・情景描写した歌詞を使うことで、頭に絵が浮かぶ歌詞に仕上がっている。また、アレンジメント面では、編曲を担当したha-jの故郷である秋田県の冬景色がイメージとして挙げられている[2]。また、アートワーク面ではモンチッチとのコラボが実現。初回生産限定盤Cのジャケットとミュージックビデオに今作の衣装を纏った男の子と女の子のモンチッチが登場した[3]。この事が縁で、翌2013年にはモンチッチ誕生39周年の記念イベントに9nineが登壇した[4]。
2. Romantic Moon [4:35]
作詞：前澤希 / 作曲：藤澤風緒 / 編曲：横山裕章
3. チクタク☆2NITE（tofubeats remix） [4:14]
4. White Wishes（Instrumental）
5. Romantic Moon（Instrumental）

## 初回特典
- DVD
  1. 初回生産限定盤A
    1. 「White Wishes」Music Video
      - 監督：福居英晃 / 振付：YOSHIKO

    2. 「White Wishes」Music Video Making
    3. 「White Wishes」Dance Shot ver.

  2. 初回生産限定盤B
    - 『9nineワンマンライブ"青年館の9nine"@日本青年館大ホール/2012.5.6』ライブ映像
      1. Cross Over
      2. #girls
      3. 流星のくちづけ

  3. 初回生産限定盤C
    - 『9nineワンマンライブ"青年館の9nine"@日本青年館大ホール/2012.5.6』ライブ映像
      1. Fly
      2. オレンジdays
      3. Wonderful World
- トレカ（全6種・各形態共通特典）

## タイアップ
| 曲名         | タイアップ                                               |
| ------------ | -------------------------------------------------------- |
| White Wishes | テレビ東京系アニメ『となりの怪物くん』エンディングテーマ |